# اندیس دورکان ۲
دورکان ۲ یک اندیس فلزی است که در حوالی شهر قلعه منوجان استان کرمان قرار دارد و مادهٔ معدنی موجود در آن، مس است.سنگ میزبان این اندیس بازالت بالشی است و دیرینگی آن به دوران کرتاسه بالایی می‌رسد. در این اندیس، پاراژنز‌های کوارتز ، لیمونیت یافت می‌شوند.